# Esaete rufulus
Esaete rufulus – gatunek chrząszcza z rodziny kózkowatych i podrodziny zgrzypikowych. Jedyny przedstawiciel rodzaju Esaete.

## Zasięg występowania
Gatunek ten występuje we wsch. Brazylii, w stanach  Bahia i Espírito Santo.